# Thérèse Desqueyroux (1962)
Thérèse Desqueyroux is een Franse film van Georges Franju die werd uitgebracht in 1962.
Het scenario is gebaseerd op de gelijknamige roman (1927) van François Mauriac.

## Samenvatting
De Landes op het einde van de jaren 1920. De gegoede families Desqueyroux en Larroque regelen een huwelijk tussen Bernard (Desqueyroux) en Thérèse (Larroque) met de bedoeling hun uitgestrekte dennenbossen, die aan de basis liggen van hun vermogen, tot een nog groter geheel te maken. 
Thérèse, een jonge en intelligente vrouw, voelt zich algauw opgesloten in de sleur van dat gedwongen huwelijk. Bernard blijkt een erg saaie en conventionele man te zijn. De wanhopige Thérèse wil ontsnappen aan haar vervelend en verstikkend huwelijksleven en probeert Bernard te vergiftigen. 
Wanneer haar moordpoging mislukt legt Bernard een vals getuigenis af om een schandaal in de betere kringen te vermijden. Dankzij haar vrijspraak wordt Thérèse niet in de gevangenis opgesloten en wordt de familie-eer gered.
Ze neemt zich voor haar gedrag aan Bernard uit te leggen wanneer ze terugkeert van de rechtbank. Bij haar thuiskomst merkt ze dat Bernard zo zijn eigen straf voor haar heeft bedacht: hij sluit haar op in een kamer. 

## Rolverdeling
| Acteur           | Personage                               |
| ---------------- | --------------------------------------- |
| Emmanuelle Riva  | Thérèse Desqueyroux                     |
| Philippe Noiret  | Bernard Desqueyroux                     |
| Sami Frey        | Jean Azevedo                            |
| Édith Scob       | Anne de Latrave, de halfzus van Bernard |
| Hélène Dieudonné | tante Clara                             |
| Jacques Monod    | meester Duros                           |
| Lucien Nat       | mojnheer Larroque                       |
| Renée Devillers  | mevrouw de Latrave                      |
| Jeanne Pérez     | Balionte                                |